# Movimiento Sumar

Logo der Partei

Movimiento Sumar ist eine 2023 gegründete spanische Linkspartei, die seit 2023 Koalitionspartner der sozialdemokratischen PSOE in der spanischen Regierung ist.
Bei der Wahl zum spanischen Parlament 2023 trat diese Partei zusammen mit anderen Linksparteien (u. a. Podemos und IU) in einem Wahlbündnis mit der Bezeichnung Sumar an.

## Vorgeschichte
Bis 2014 war auf gesamtspanischer Ebene die Izquierda Unida (IU) die stärkste politische Kraft links der sozialdemokratischen PSOE. Bei der IU handelt es sich um einen Parteienverband, dem unter anderem die Kommunistische Partei Spaniens (PCE) angehört. Neben IU kamen und kommen immer noch regionale Linksparteien, wie die ERC in Katalonien, EH Bildu und ihre Vorgänger im Baskenland, der BNG in Galicien oder Compromís in der Region Valencia hinzu.
Aus der Bewegung 15-M entstand Anfang 2014 die neue Linkspartei Podemos, deren führender Kopf der bekannte Politologe Pablo Iglesias war. Podemos trat zur Europawahl im Mai 2014 an und konnte aus dem Stand mit einem Ergebnis von 8 % mit fünf Abgeordneten ins Europaparlament einziehen (IU: 10 % und sechs Abgeordnete). Bei der spanischen Parlamentswahl im Dezember 2015 wurde Podemos mit 21 % nur knapp hinter der PSOE (22 %) drittstärkste Kraft und ließ auf der Linken die IU (4 %) weit hinter sich. Eine Regierungsbildung nach diesen Wahlen scheiterte, sodass es im Juni 2016 zu Neuwahlen kam, bei der Podemos, IU und andere Linksparteien gemeinsam als Wahlbündnis Unidos Podemos antraten und ein Ergebnis von 21 % erzielten.
Bei den beiden spanischen Parlamentswahlen von April und November 2019 wurde dieses Wahlbündnis, diesmal mit dem „femininen“ Namen Unidas Podemos, neu aufgelegt. Nach der Wahl im November 2019 beteiligte sich Unidas Podemos als Koalitionspartner der PSOE an der Regierung. Iglesias wurde stellvertretender Ministerpräsident. Im März 2021 trat Iglesias von diesem Amt zurück und zog sich kurz später ganz aus der Politik zurück. Im Amt der stellvertretenden Ministerpräsidentin folgte ihm Yolanda Díaz nach.

## Gründungsprozess

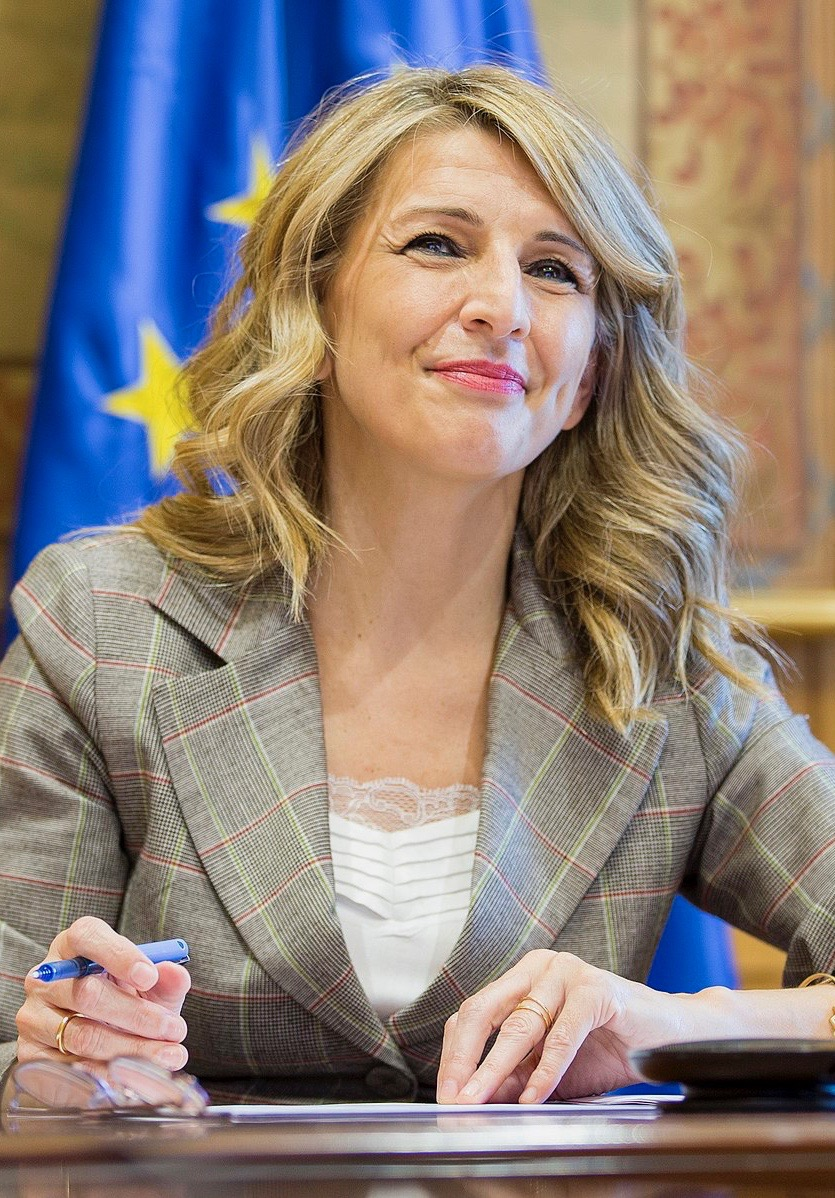
Yolanda Díaz

Yolanda Díaz, die in Umfragen hohe Beliebtheitswerte erzielte, kündigte Ende 2021 an, im Hinblick auf die nächsten Wahlen, die Ende 2023 angestanden hätten, eine neue politische Plattform zu bilden. Im Mai 2022 wurde angekündigt, dass diese vorläufig den Namen Sumar tragen solle. Ab Juli 2022 folgten Auftaktveranstaltungen für das neue politische Projekt in allen Landesteilen. Im April 2023 kündigte Díaz an, als Spitzenkandidatin für die Ende 2023 anstehenden Wahlen zu kandidieren. Als politische Partei war Sumar bis dahin aber noch nicht organisiert.

## Movimiento Sumar (Partei)
Nach dem schlechten Abschneiden der Linksparteien bei den Kommunal- und Regionalwahlen vom 28. Mai 2023 setzte Ministerpräsident Sánchez (PSOE) am 29. Mai 2023 überraschend vorgezogene Neuwahlen für das spanische Parlament auf den 23. Juli 2023 an. Zu den Regionalwahlen war ein Bündnis nach dem Muster von Unidas Podemos auch nicht in allen Regionen zustande gekommen, d. h. teilweise waren Podemos, IU und andere Parteien links der PSOE getrennt zur Wahl angetreten.
Nach dem Ansetzen der Neuwahlen wurde die Partei mit dem Namen Movimiento Sumar gegründet und am 31. Mai 2023 in das Parteienregister eingetragen. Die Gründung erfolgte zunächst vornehmlich als „instrumentale Partei“ (partido instrumental). Solche „instrumentalen Parteien“ sind in Spanien ein relativ häufig vorkommendes Phänomen: Da die Gründung einer Partei und ihre Eintragung in das Parteienregister relativ unkompliziert ist, lassen sich Kleinstparteien vor allem aus wahlrechtlichen Gründen als Partei registrieren, ohne dass zunächst beabsichtigt ist, dass diese Partei eine eigene politische Betätigung entfaltet. Ein wahlrechtlicher Grund kann z. B. sein, sich den beabsichtigten Namen eines später noch zu gründenden Wahlbündnis zu sichern.
Im November 2023 gab Sumar bekannt, dass die Partei mittlerweile mehr als 70.000 Mitglieder habe und im Frühjahr 2024 die erste Asamblea (Mitgliederversammlung) stattfinden werde.

## Sumar (Gemeinschaftskandidatur)
Nach spanischem Wahlrecht können nicht nur einzelne Parteien und Parteienverbände (federaciones, dauerhafte Zusammenschlüsse selbständiger Parteien) Wahlvorschlagsträger sein, sondern auch Wahlbündnisse (coaliciones electorales, nur für eine bestimmte Wahl gegründete Gemeinschaftskandidaturen mehrerer Parteien/Parteienverbände).
Für die Wahl am 23. Juli 2023 bildete sich das Wahlbündnis Sumar mit Yolanda Díaz als Spitzenkandidatin. Das Wahlbündnis wurde am 9. Juni 2023 beim Zentralen Wahlausschuss registriert. Ihm gehörten neben Movimiento Sumar, Podemos und IU eine Vielzahl weiterer gesamtspanischer und regionaler Linksparteien an: Más País, Verdes Equo, Alianza Verde, En Comú Podem (Katalonien), Catalunya en Comú (Katalonien), Compromís (Valencia), Chunta Aragonesista (Aragonien), Partido Drago Canarias (Kanaren), Més per Mallorca, Més per Menorca, Batzarre-Asamblea de Izquierdas (Baskenland), Iniciativa del Pueblo Andaluz (Andalusien), Izquierda Asturiana (Asturien).
Bei der Wahl entfielen auf Sumar 12 % der Stimmen und 31 von 350 Sitzen.
Nach der Wahl bildete Sumar erneut als Juniorpartner eine Koalitionsregierung mit der PSOE unter Ministerpräsident Sánchez. Yolanda Díaz wurde wieder stellvertretende Ministerpräsidentin.

## Bruch mit Podemos
Nach internen Spannungen (u. a. hatte Podemos kein Ministeramt in der neuen Regierung erhalten) verließen am 5. Dezember 2023 die fünf über die Listen der Gemeinschaftskandidatur gewählten Podemos-Mitglieder die Sumar-Fraktion.